# Matériovigilance
La matériovigilance a pour objet la surveillance des incidents pouvant survenir lors de l'utilisation d'un dispositif médical (DM), la surveillance des incidents ou des risques d'incidents résultant de l'utilisation des dispositifs médicaux après leur mise sur le marché, c’est-à-dire une fois que ces dispositifs médicaux ont franchi la porte des établissements de santé.
Son nom provient de l'époque où les dispositifs médicaux étaient appelés matériels médicaux, par adaptation directe du terme anglais[réf. nécessaire].
Des procédures spécifiques doivent permettre de garantir la qualité de leur approvisionnement, de leur stockage, de leur mise en service ou de leur dispensation, du maintien de leurs performances et de leur niveau de sécurité, de leur prescription et enfin de la formation de ceux qui ont à les utiliser.
La matériovigilance est également un moyen de prévenir les défauts sur différents dispositifs médicaux.
Ainsi, en France, lors d'un défaut survenant sur un DM, une fiche de matériovigilance est alors remplie par l'utilisateur, puis adressée à la personne qualifiée dans l'hôpital (correspondant local de matériovigilance) et, si jugé nécessaire, à l'ANSM ainsi qu'au fournisseur du DM.